# KUTVニュース
『KUTVニュース』（ケーユーティービーニュース）は、テレビ高知で放送されているローカルニュース番組。原則として平日の午後と一部の曜日の21時台 - 22時台に5分間、週末の全国ニュースの後に10分間設置されている。

## 解説
かつては10分バージョンのみが『KUTVニュース』として放送され、5分バージョンは『KUTVスポットニュース』として放送されていたが、後にこのタイトルに統一された。

## 放送時間
時刻はいずれも日本標準時。
単独番組扱いでの放送
金曜・日曜22:54 - 23:00、土曜21:54 - 22:00
内包扱いでの放送
平日11:50頃 - 11:55（『ひるおびJNNニュース内）、月曜 - 木曜23:50頃 - 23:52頃（『news23』内）、土曜17:43頃 - 17:46頃（『報道特集』内）、日曜17:45.30 - 17:53（『Nスタ』内・天気予報と合わせて放送）